# Great Consolidated Popular Party
Die Great Consolidated Popular Party (GCPP) (an anderer Stelle: Great Consolidated People’s Party) ist eine politische Partei Ghanas. Sie wurde im Jahre 1996 gegründet.
Nationaler Vorsitzender der Partei war E. B. Mensah, erster Stellvertreter war John Thompson und zweiter Stellvertreter war Gilbert Barnor. Später werden Daniel Augustus Lartey (Dan Lartey) als Parteivorsitzender und Nicholas Mensah als Generalsekretär erwähnt. Sitz der Partei ist Accra. Ihr Motto lautet: Forward with the people, das Logo der GCPP ist farblich in rot und gelb gestaltet. Ein roter Ring umschließt ein gelbes Zentrum, in dem eine rote Taube abgebildet ist. Unter dem roten Ring ist das Kürzel der Partei GCPP in großen roten Buchstaben platziert.
Im Jahr 2000 trat Daniel Augustus Lartey für die GCPP als Kandidat bei den Präsidentschaftswahlen an und unterlag dem damaligen Wahlsieger John Agyekum Kufuor deutlich. Die Great Consolidated People’s Party hat sich im Jahre 2004 mit der Every-Ghanaian-Living-Everywhere-Partei und dem People’s National Convention zur Grand Coalition zusammengeschlossen. Als Kandidat der Großen Koalition trat Edward Mahama bei den ghanaischen Präsidentschaftswahlen am 7. Dezember 2004 an, unterlag jedoch dem Wahlsieger und erneuten Präsidenten John Agyekum Kufuor deutlich.